# Amway
Amway Corporation (zkratka z „American Way" tedy „Americká cesta") je společnost, která vyvíjí, vyrábí a prodává vlastní výrobky z oblasti péče o domácnost, kosmetiky, vitamínů, doplňků stravy a potravin, čisticích systémů vody a vzduchu, kuchyňského nádobí. K distribuci zboží společnosti používá výhradně metodu multi-level marketingu.
Společnost byla založena v listopadu 1959 Richardem DeVosem (4. březen 1926 – 6. září 2018) a Jay Van Andelem (3. červen 1924 – 7. prosinec 2004), ve městě Ada, v Michiganu. Amway Corporation a její sesterské společnosti v rámci holdingu Alticor Inc. vykázaly v roce 2019 tržby ve výši 8,4 miliardy USD. Společnost podniká prostřednictvím dceřiných společností a obchodních zastoupení ve více než stovce zemí světa a teritoriích. Celosvětově má více než 3 miliony distributorů a více než 15 000 zaměstnanců. V roce 2017 měla společnost v Evropě (mimo Rusko) přibližně 250 tisíc distributorů a 1200 zaměstnanců. V žebříčku 400 největších soukromých společností ve Spojených státech publikovaném časopisem Forbes v roce 2019 se Amway umístila na 44. místě. Podle magazínu Direct Selling News je Amway osm let v řadě největší firmou přímého prodeje na světě.

## Akvizice dalších společností
1972 - akvizice firmy Nutrilite 
2015 - akvizice firmy XS 

## Historie
Zakladatelé Amway Rich DeVos a Jay Van Andel začínali svou kariéru jako distributoři firmy Nutrilite, kterou v roce 1934 založil Carl F. Rehnborg a která dodnes vyrábí doplňky stravy. Firma Amway původní marketingový plán zdokonalila a v roce 1972 koupila celou firmu Nutrilite.
Amway Co. je dnes součástí Alticor Inc., který zastřešuje společnosti Amway Corp., Quixtar Inc., Access Business Group LLC, Amway Hotel Corp. a Gurwitch Products.
Obchodní značka Amway není shodná s podobnou obchodní značkou American Way, přesto sám zakladatel společnosti Rich DeVos ve své knize uvádí, že společnost pojmenovali záměrně zkratkou pojmu „American Way“ (americký způsob; americká cesta), neboť považovali americký ekonomický systém za nejlepší na světě.

## Současnost
V kalendářním roce 2019 dosáhla společnost Amway velkoobchodního obratu 8,4 miliardy USD. Amway není a nikdy nebyla veřejně obchodovatelnou/vlastněnou (akciovou) společností s výjimkou několika málo asijských poboček, kde ale kontrolní podíl stále drží rodiny zakladatelů (emise akcií byla u některých trhů podmínkou pro umožnění vstupu na trh). Od samého začátku je tak firma ve vlastnictví zakládajících rodin DeVos a Van Andel. Společnost je nepřímo řízena svými VPA prostřednictvím tzv. Mezinárodní asociace vlastníků podnikání Amway (tvořená volenými kvalifikovanými VPA).

## Ocenění a spolupráce

### United Nations Environment Programme (1989)
Dne 5. června 1989 Amway obdržela cenu Organizace spojených národů v rámci programu Program OSN pro životní prostředí a stala se tak jednou ze dvou společností, které tuto cenu do té doby dostaly.

### Conservation Achievement Award / National Wildlife Federation (1991)
V roce 1991 obdržela firma Amway ocenění od National Wildlife Federation v kategorii Corporate Leadership.

### Medaile Transpolar / UNESCO (1992)
V roce 1992 udělilo UNESCO společnosti Amway medaili Transpolar "za její vynikající službu lidem žijícím za severním polárním kruhem".

### Green Globe / Rainforest Alliance (1997)
Dne 12. května 1997 Amway obdržela cenu Green Globe od Rainforest Alliance za "mimořádnou snahu a dosažené výsledky v oblasti ochrany přírody". Cena byla udělena za iniciativu, v rámci které byly vysazeny nové stromy v tropických deštných lesích v Brazílii – ve spolupráci s American Forestry Association se Amway zúčastnila programu Global ReLeaf v rámci něhož bylo do roku 1992 vysazeno 100 milionů stromů.

### Partner roku EPA / Environmental Protection Agency (2017)
V roce 2017 byla Amway oceněna americkou Agenturou pro ochranu životního prostředí (EPA) jako "výjimečný výrobce a formulátor produktů nesoucích známku Safer Choice" a byl jí udělen titul Partner roku.

### Spolupráce s dalšími subjekty a členství v organizacích
AMWAY Česká republika, s.r.o. je členem Asociace osobního prodeje, která kontroluje zachování určitých standardů a etických zásad v přímém prodeji. Předmětem činnosti sdružení je podpora zájmů členů s ohledem na společný způsob prodeje formou přímého prodeje, při komunikaci s médii, státem apod.
Prostřednictvím kampaně One by One Campaign for Children přispěla Amway Evropa během roku 2008 na 12 projektů UNICEF částkou 1,2 milionu EUR. Od roku 2001 do roku 2008 přispěla Amway Evropa a její síť nezávislých vlastníků podnikání téměř 5 milionů EUR. Amway dlouhodobě spolupracuje s Českým výborem pro UNICEF a přímo podporuje některé z jeho projektů.
Fakulta mezinárodních vztahů Vysoké školy ekonomické v Praze s firmou Amway dlouhodobě spolupracuje.

## Vyšetřování a kontroverze

### Vyšetřování Federální obchodní komise
Ustanovení Federální obchodní komise z roku 1979 („93 F.T.C. 618 (1979)“) ustanovuje Amway jako legitimní obchodní příležitost. Nejedná se tedy o pyramidové schéma ani o tzv. letadlo. FTC ve svém rozhodnutí nařídila změnit některé přístupy (stanovování závazné maloobchodní ceny pro distributory) a zakázala nepřesně interpretovat výdělek distributorů. Naopak beze změny ponechala pravidla ohledně omezení prodeje zboží v kamenných obchodech a shledala je odůvodněnými.
Federal Trade Commission (FTC) pokutovalo Amway v roce 1986 částkou 100 000 USD za porušení 93 FTC 618 tím, že uveřejnila průměrné příjmy aktivních VPA a přitom neuvedla údaj, který by vypovídal o celkovém průměrném příjmu po zahrnutí i neaktivních VPA (registrovaný člen, který nic nedělá a nevytváří obrat – nemá tedy ani žádné odměny). FTC nařídila taková prohlášení doplňovat o celkový průměr výdělku.

### Amway vs. DTI (BERR), 2007
V roce 2006 byla společnost Amway UK & ROI Limited vyšetřována britským ministerstvem obchodu a průmyslu (dříve DTI, nyní BERR). V polovině roku 2007 Amway zastavila registrace nových Amway IBO (Amway Independent Business Owner) a zakázala používání všech marketingových materiálů (tzv. BSM, Business Support Material) třetích stran, které nebyly odsouhlaseny vedením Amway, a to do odvolání. Dne 8. listopadu 2007 bylo ministerstvem oznámeno, že vyšetřování bylo postoupeno soudu, který začne 19. listopadu 2007. Návrh ministerstva na ukončení činnosti Amway na území Spojeného království Velké Británie a Irska byl zamítnut dne 14. května 2008. Na základě této události Amway UK & ROI Limited změnila pravidla kompenzačního plánu.

### Kontroverze
V 80. a 90. letech 20. století byly některé skupiny distributorů nařčeny, že pro nalákání a udržení nových distributorů používají podobné techniky jako kulty. Bývalý zaměstnanec, který odešel od firmy v roce 1979 pro neshody s vedením společnosti, nařknul Amway z podoby k Velkému bratrovi jakožto organizaci s paranoidním chováním k členům, kteří jsou k organizaci kritičtí. Stejný článek zmiňuje velkou angažovanost distributorů navzdory malým výdělkům. Bývalý distributor z let 1979-1981 tvrdí, že semináře konané jednou do roka u příležitosti oslavy svobodného podnikání mu připomínaly svou atmosférou revival meetingy. Sociolog David G. Bromley nazval Amway "quasi-náboženskou korporací" kvůli sektářským charakteristikám, stejný autor ale upozorňuje na fakt, že badatelé již dlouho namítají, že mnoho těchto charakteristik skupin, které bývají označovány slovem "sekta", jsou u konvenčních organizací, mezi které patří mj. i multi-level marketingové organizace, přijímány jako legitimní nebo nezbytné.

## Galerie

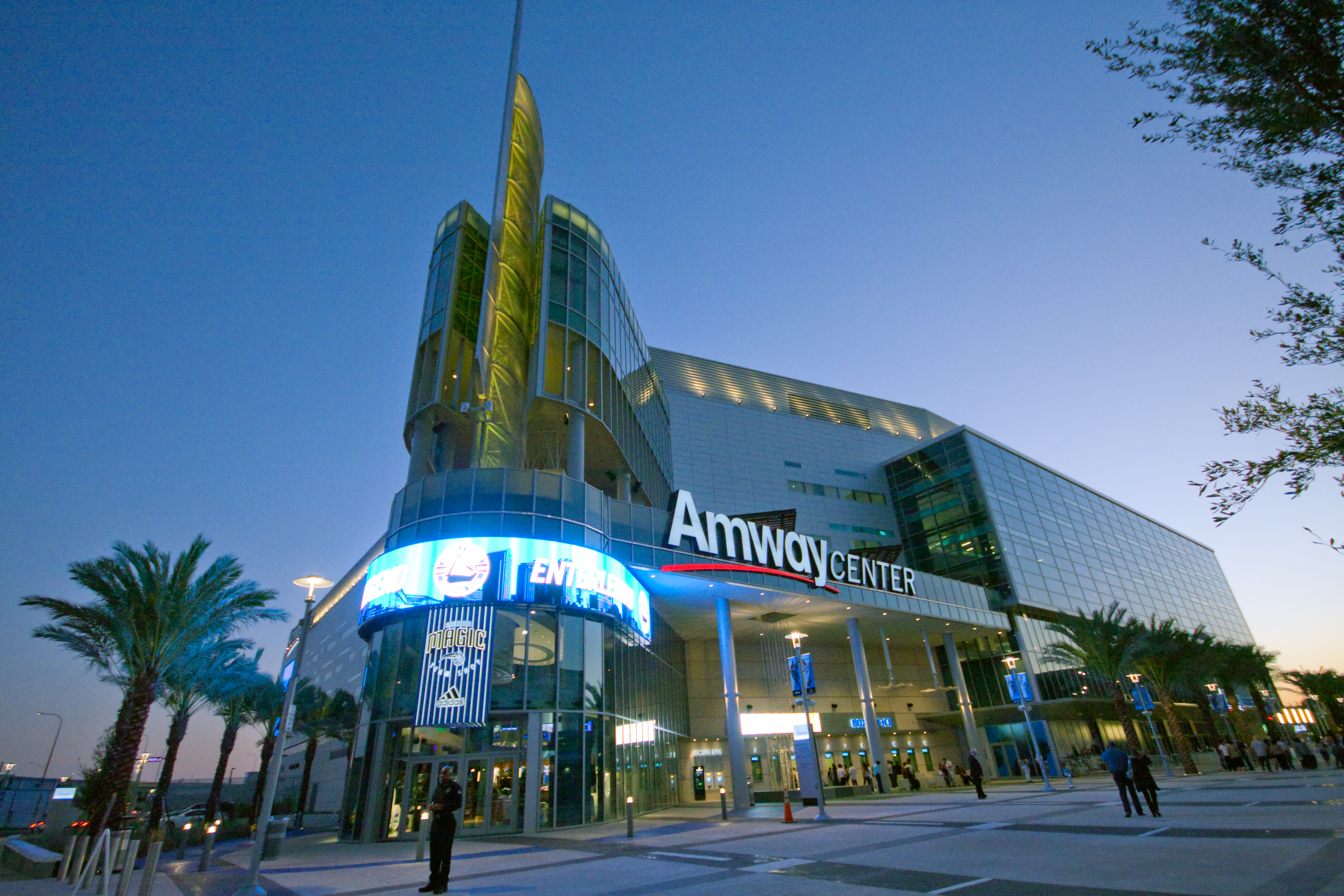
Amway Center v Orlandu
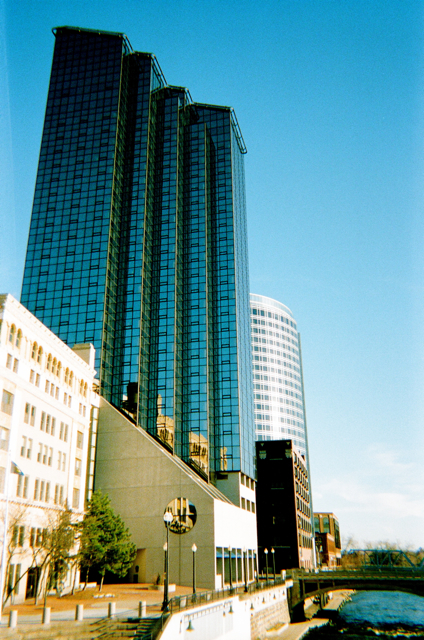
Amway Grand Plaza Hotel v Grand Rapids
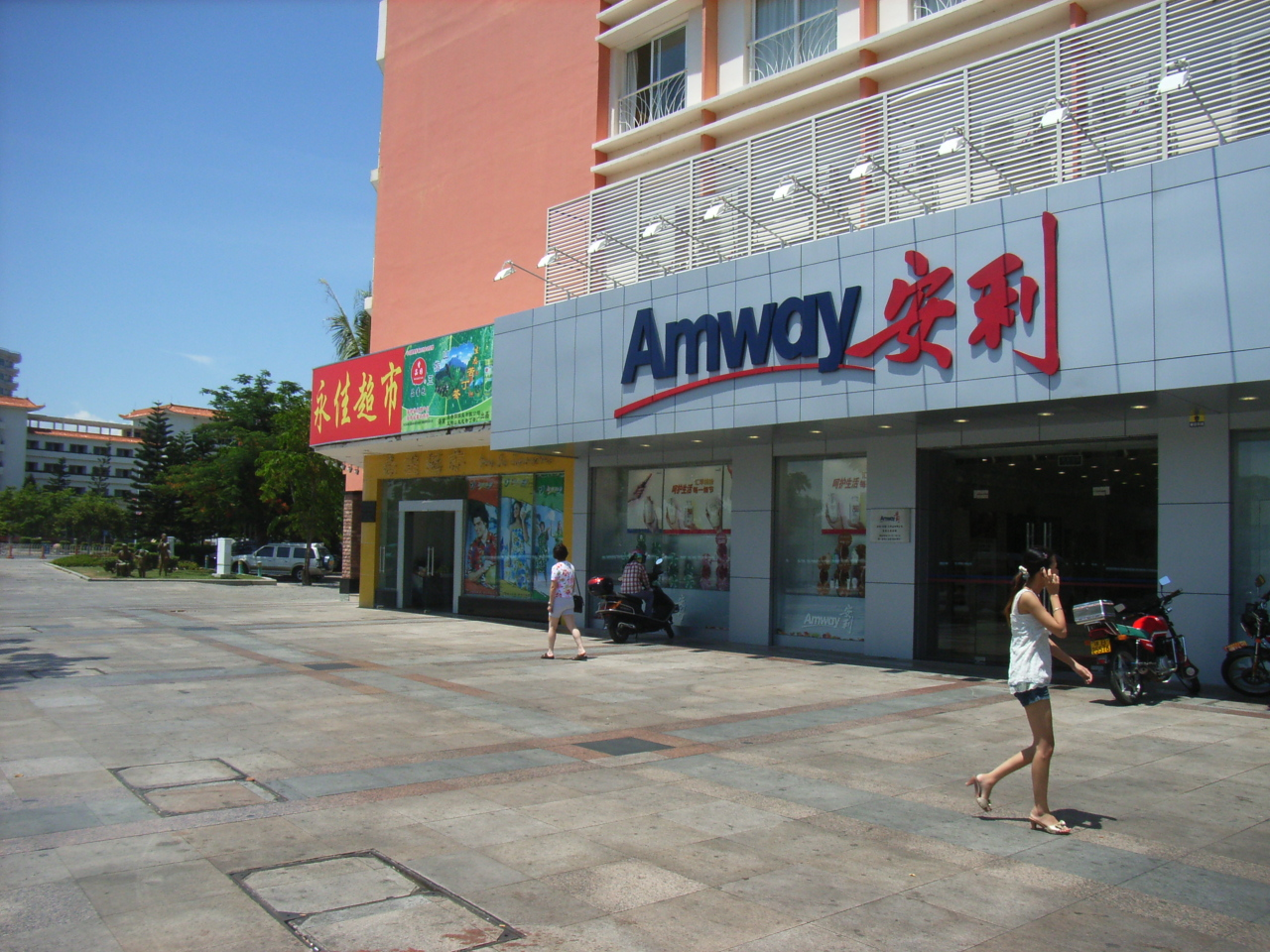
Amway v Číně